# Viscount Motors
Viscount Motors war ein britischer Hersteller von Automobilen.

## Unternehmensgeschichte
Das Unternehmen aus Bury St Edmunds in der Grafschaft Suffolk begann 1985 mit der Produktion von Automobilen und Kits. Der Markenname lautete Viscount. 1986 endete die Produktion. Insgesamt entstanden etwa zehn Exemplare.

## Fahrzeuge
Das einzige Modell war der TC. Er ähnelte dem Burlington Arrow von der Burlington Design Group. Die Basis bildete ein spezielles Fahrgestell. Darauf wurde eine offene zweisitzige Karosserie aus Fiberglas montiert. Gewöhnlich waren die vorderen Kotflügel mitlenkend ausgelegt, doch waren gegen Aufpreis auch feste, lang auslaufende Kotflügel erhältlich. Viele Teile kamen vom Triumph Herald und Triumph Vitesse.